# John Leigh (Schauspieler, 1965)
John Leigh (* 1965 in Neuseeland) ist ein neuseeländischer Schauspieler und Synchronsprecher.

## Leben
Leigh hatte bekannte Rollen in vielen neuseeländischen Fernsehserien. Zwei von Leighs bekanntesten Fernsehserien waren Shortland Street und Mercy Peak. Weitere Fernsehauftritte hatte Leigh in Xena und Interrogation.
Leigh hatte auch Filmauftritte in überwiegend neuseeländischen Filmen. Einer seiner bekanntesten Rollen war die des Háma im Film Der Herr der Ringe: Die zwei Türme. Weitere Filme Leighs waren Stickmen, Ozzie – Der Koalabär, The Frighteners, Love Birds – Ente gut, alles gut! und Spooked.
Auch als Synchronsprecher war Leigh aktiv. Sein Synchrontalent bewies Leigh in Power-Ranger-Serien Power Rangers: Ninja Storm, Power Rangers: Dino Thunder und Power Rangers: Mystic Force.

## Filmografie (Auswahl)
- 1996–2017: Shortland Street (Fernsehserie, 69 Episoden)
- 1999–2000: Xena – Die Kriegerprinzessin (Xena: Warrior Princess) (Fernsehserie, 2 Episoden, verschiedene Rollen)
- 2002: Atomic Twister – Sturm des Untergangs (Atomic Twister) (Fernsehfilm)
- 2002: Der Herr der Ringe: Die zwei Türme (The Lord of the Rings: The Two Towers)
- 2005–2010: Outrageous Fortune (Fernsehserie, 13 Episoden)
- 2007–2010: The Amazing Extraordinary Friends (Fernsehserie, 28 Episoden)
- 2009: Diplomatic Immunity (Fernsehserie, 13 Episoden)
- 2011: Ice – Der Tag, an dem die Welt erfriert (Ice) (Fernsehfilm)
- 2015–2018: 800 Words (Fernsehserie, 40 Episoden)
- 2017: The Shannara Chronicles (Fernsehserie, Episode 2x01)
- 2023: Uproar